# Emma Randall
Emma Randall getrouwd met McDonald (Melbourne, Victoria, 5 juni 1985) is een Australische basketbalspeelster. Ze nam eenmaal deel aan de Olympische Spelen en behaalde hierbij een bronzen medaille.

## Clubbasketbal
Randall begon haar loopbaan in eigen land in de WNBL bij Australian Institute of Sport, waarna ze van 2004 tot 2006 zou uitkomen voor Dandenong Rangers. Met deze laatste club werd ze één maal Australisch landskampioen in 2005. In 2006 ging ze spelen voor CSKA Samara in Rusland. Ze werd met deze club Russisch landskampioen en bekerwinnaar in 2006. Hierna speelde ze in Italië voor Mercede Alghero. In 2010 werd ze Frans landskampioen met Tarbes Gespe Bigorre. In 2010 keerde ze terug naar Australië.

## Nationaal elftal
Randall werd voor het eerst geselecteerd voor de 'Opals' in 2005. In 2008 maakte Randall een eerste keer deel uit van de Australische olympische selectie. De Australische vrouwen troffen de Verenigde Staten in de finale, waarin ze verloren.

## Erelijst
Dandenong Rangers
- Australisch landskampioen: 2005

 CSKA Samara
- Russisch landskampioen: 2006
- Russisch bekerwinnaar: 2006

 Australië
- 2005:  Oceanisch kampioenschap
- 2006:  WK São Paulo
- 2007:  Oceanisch kampioenschap
- 2008:  OS Peking

 Tarbes Gespe Bigorre
- Frans landskampioen: 2010